# 砂浴び

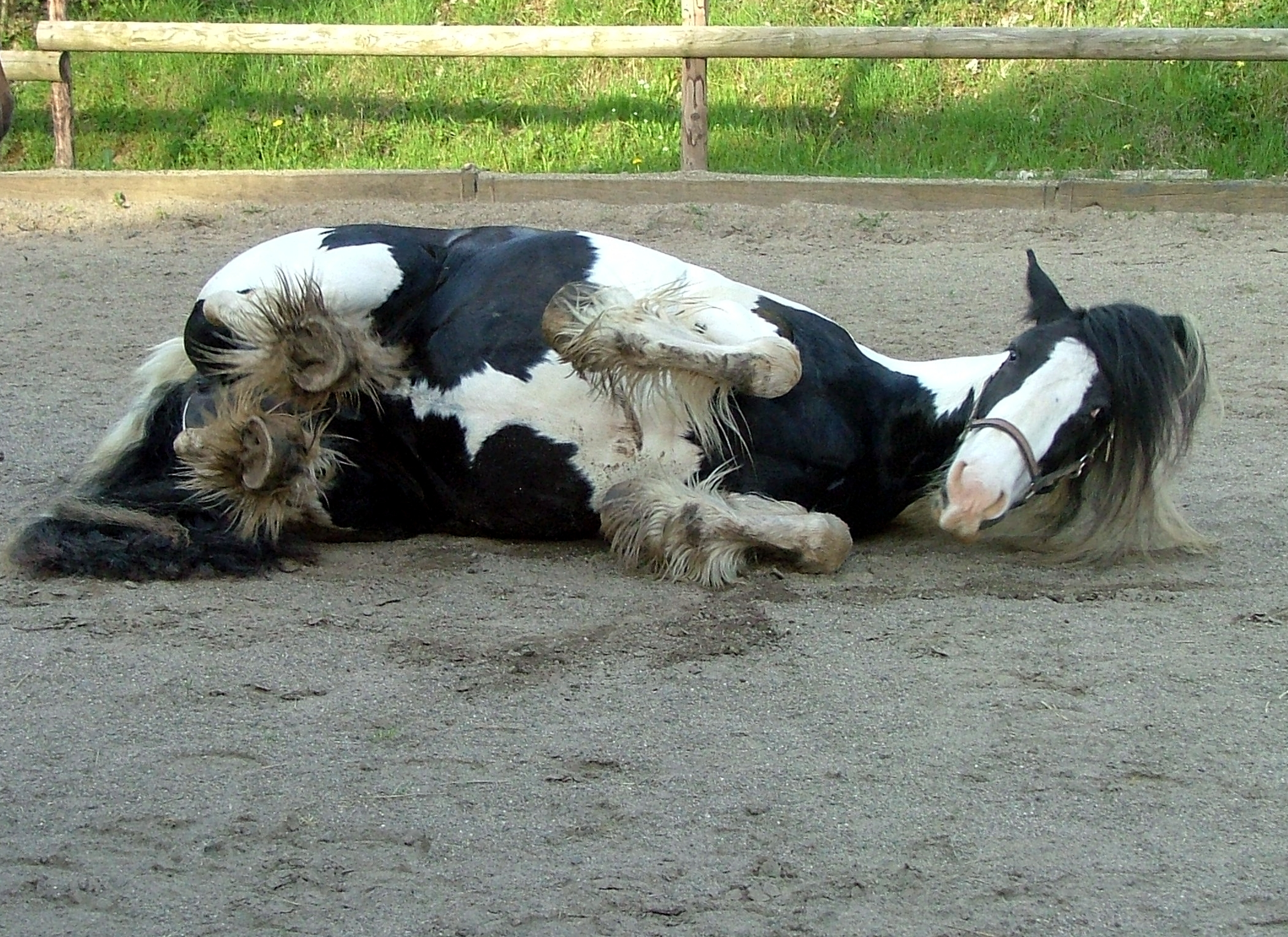
泥の中で転げまわるウマ

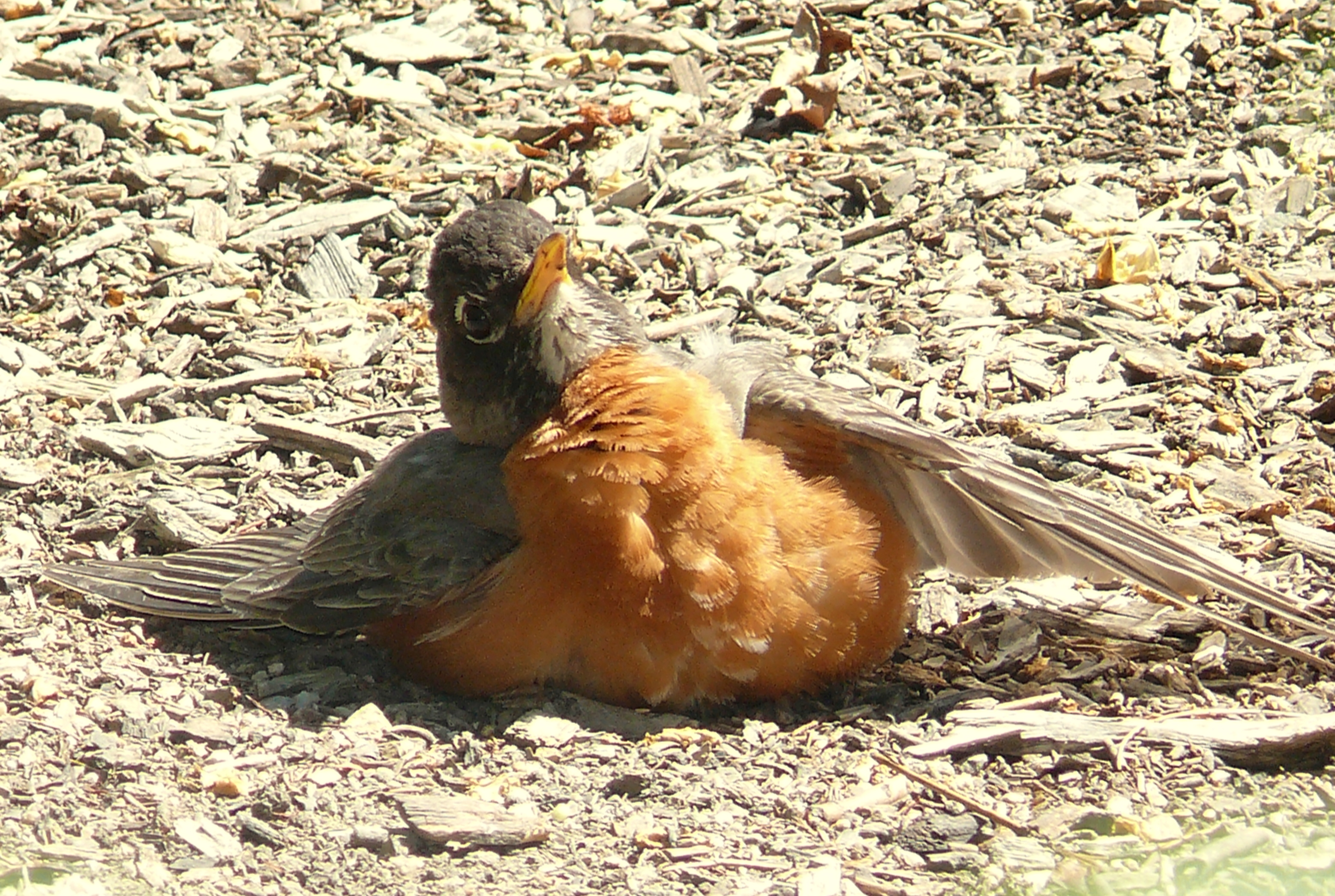
砂浴びをするコマツグミ

砂浴び（すなあび、英: sand bath）とは、砂の中で転げまわって皮膚や羽についている寄生虫を落とす動物の行動のことである。

## 概説
砂浴びは水浴びや泥浴びと同じように羽や皮膚、毛皮をきれいにするための行動で、砂浴びが必須の動物もいる。鳥が砂浴びをするときは、少なくとも一方の羽を開いて砂地に体をこすりつける。顔を洗ったり、羽を逆立せるように動くものもいる。毛づくろいをしない鳥は砂浴びだけで体を清潔に保っている。

## 動物
砂や泥の中で転げまわって虫を取り除くのが好きな動物は多い。砂浴びは濡れた体を乾かすのにも役に立つ。馬小屋には馬が運動したあと砂浴びができるように常設の砂場があることがよくある。

## 参照
1. ↑  sand bathの意味 - 英和辞典 - コトバンク
2. ↑  “dust bath definition - Dictionary - MSN Encarta”. 2009年10月31日時点のオリジナルよりアーカイブ。2011年6月23日閲覧。
3. ↑  Bathing Chinchillas With Dust Baths
4. ↑  Managing Horses on Small Properties Retrieved 2010-3-12

## ギャラリー

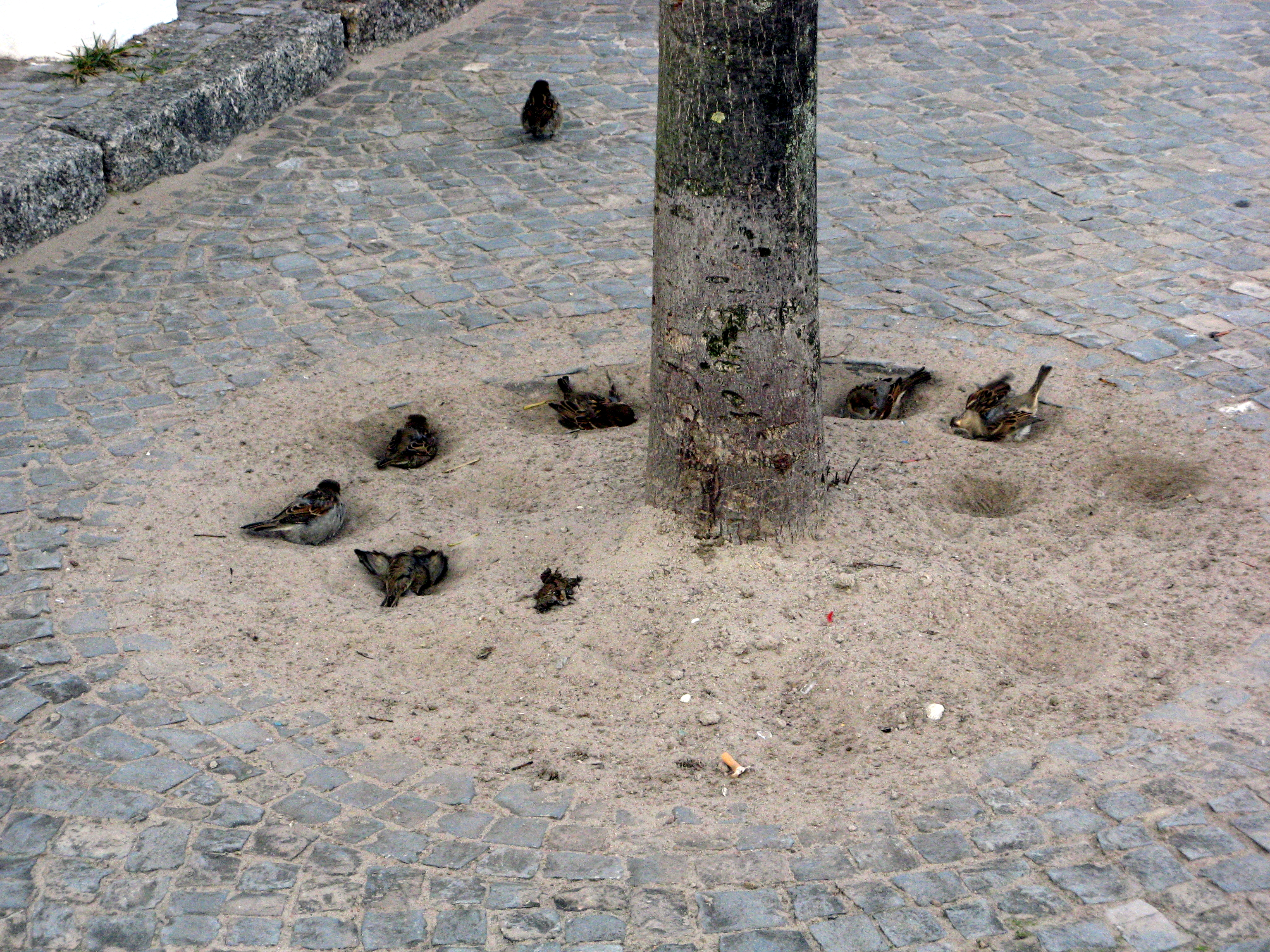
スズメ
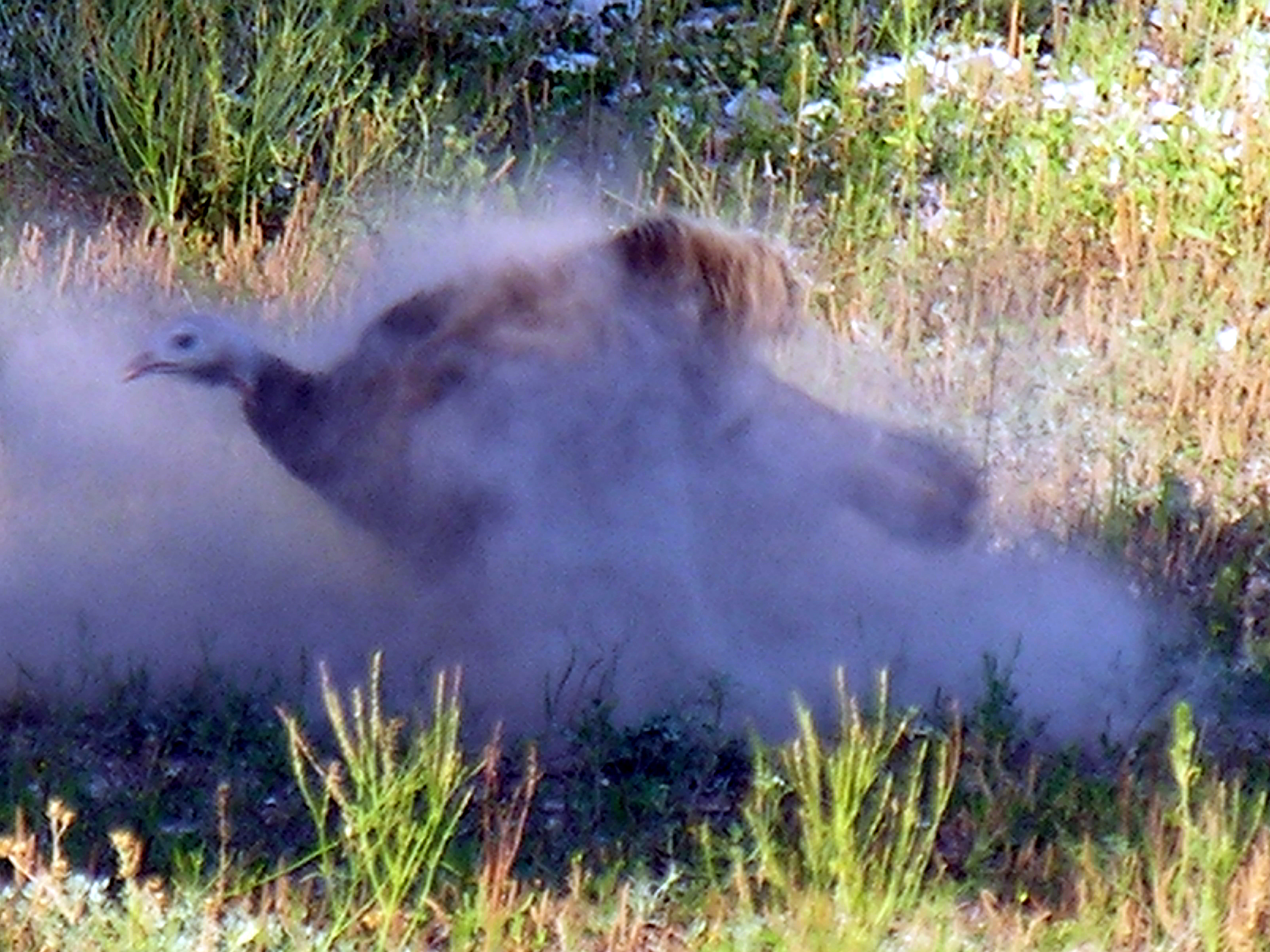
ターキー
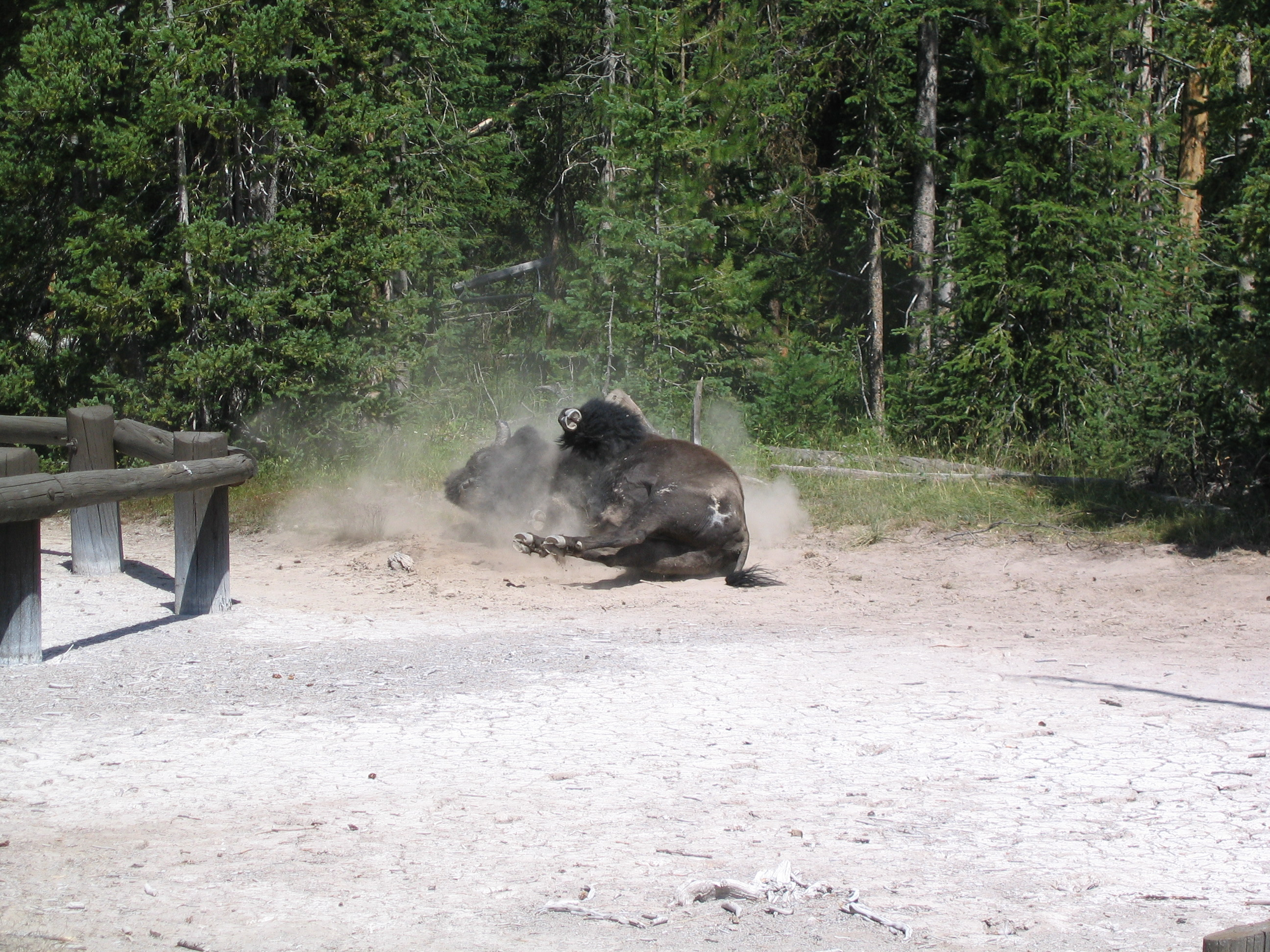
バイソン
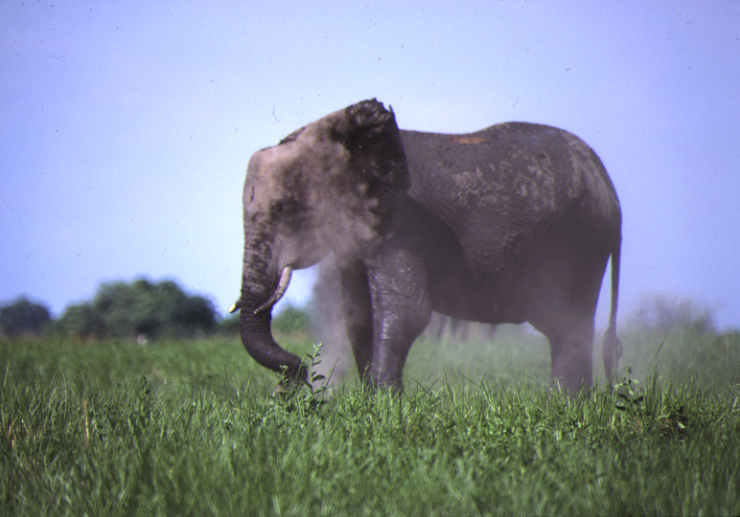
ゾウ